# Yamparáez
Yamparáez ist eine Ortschaft im Departamento Chuquisaca im südamerikanischen Andenstaat Bolivien.

## Lage im Nahraum
Yamparáez ist der Sitz der Verwaltung des Municipio Yamparáez in der gleichnamigen Provinz Yamparáez und liegt im Höhenzug der bolivianischen Cordillera Central auf einer Höhe von 3098 m.

## Geographie
Yamparáez liegt zwischen dem Altiplano und dem bolivianischen Tiefland im Höhenzug der bolivianischen Cordillera Central. Das Klima ist ein kühl-gemäßigtes Höhenklima mit typischem Tageszeitenklima, bei dem die Temperaturunterschiede im Tagesverlauf stärker schwanken als im Jahresverlauf.
Die Jahresdurchschnittstemperatur in der Region liegt bei etwa 9 °C (siehe Klimadiagramm Tarabuco), die Monatsdurchschnittswerte schwanken zwischen 6 °C im Juli und 11 °C im November. Der Jahresniederschlag beträgt 600 mm und weist vier aride Monate von Mai bis August mit Monatswerten unter 10 mm auf, und eine deutliche Feuchtezeit von Dezember bis Februar mit Monatsniederschlägen zwischen 100 und 125 mm.

## Verkehr
Yamparáez liegt in einer Entfernung von 28 Straßenkilometern südöstlich der Departamento-Hauptstadt Sucre.
Die Ortschaft liegt an der 976 Kilometer langen Nationalstraße Ruta 6, die Sucre mit dem bolivianischen Tiefland verbindet.
Yamparáez ist auch über eine einspurige Eisenbahnstrecke mit Sucre und Tarabuco verbunden, diese Strecke ist aber nicht mehr in Betrieb.

## Bevölkerung
Die Einwohnerzahl der Stadt ist in den vergangenen beiden Jahrzehnten um etwa 40 Prozent angestiegen:
| Jahr | Einwohner | Quelle       |
| ---- | --------- | ------------ |
| 1992 | 839       | Volkszählung |
| 2001 | 903       | Volkszählung |
| 2012 | 1124      | Volkszählung |
| 2024 |           | Volkszählung |

Die Region weist einen hohen Anteil an Quechua-Bevölkerung auf, im Municipio Yamparáez sprechen 98,8 Prozent der Bevölkerung Quechua.